# شهلا حبیبی

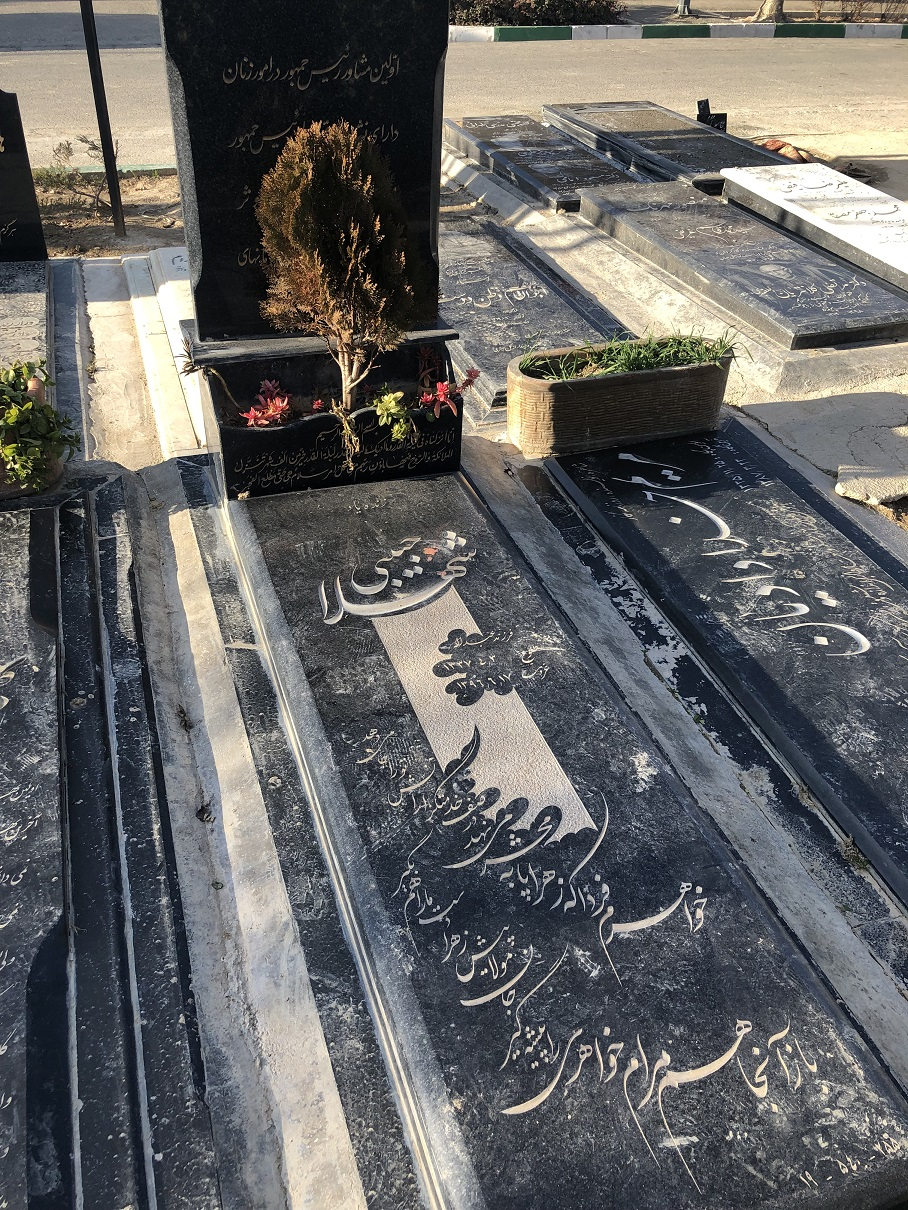

شهلا حبیبی (زادهٔ ۱۳۳۷ – درگذشته ۱۵ شهریور ۱۳۹۶)، اولین زنی بود که پس از انقلاب ۱۳۵۷ ایران به سمت مشاور رئیس‌جمهور منصوب شد.

## زندگی‌نامه
شهلا حبیبی در کرمانشاه متولد و در سال ۱۳۶۳ در رشته زیست‌شناسی در کرمانشاه فارغ‌التحصیل شد. او در سال ۱۳۷۰ به عنوان اولین مشاور رئیس‌جمهور زن، پس از انقلاب در دولت وقت منصوب شد. وی روز ۱۵ شهریور ۱۳۹۶ در سن ۵۹ سالگی در تهران درگذشت.